# Drosophila macrospina
Drosophila macrospina este o specie de muște din genul Drosophila, familia Drosophilidae, descrisă de Stalker și Spencer în anul 1939. Conform Catalogue of Life specia Drosophila macrospina nu are subspecii cunoscute.